# Melitón Atienza y Sirvent
Melitón Atienza y Sirvent (Villaviciosa de Odón, 1827-Málaga, 1890) fue un veterinario, agrónomo y profesor español.

## Biografía
Nació en 1827 en la localidad madrileña de Villaviciosa de Odón. Catedrático de Agricultura en el Instituto de Málaga, al que llegó en 1877, allí propuso la creación un jardín botánico. Director de Paseos y Jardines en Málaga, colaboró activamente en publicaciones periódicas como El Museo Universal y La Ilustración Española, entre otras, además de en el Diccionario enciclopédico de agricultura de los editores Cuesta hermanos. Falleció el 8 de noviembre de 1890 en Málaga.